# (25954) Trantow
(25954) Trantow est un astéroïde de la ceinture principale.

## Description
(25954) Trantow est un astéroïde de la ceinture principale. Il fut découvert le 19 mars 2001 à la station Anderson Mesa par le programme de relevé astronomique LONEOS. Il présente une orbite caractérisée par un demi-grand axe de 2,22 UA, une excentricité de 0,17 et une inclinaison de 4,9° par rapport à l'écliptique.